# Karl Rudolf Hagenbach

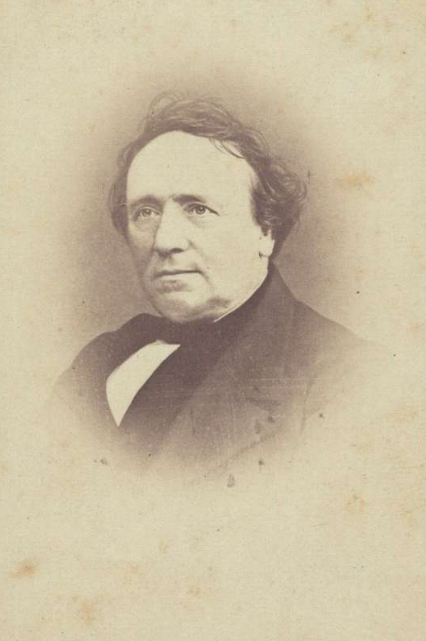
Karl Rudolf Hagenbach

Karl Rudolf Hagenbach (* 4. März 1801 in Basel; † 7. Juni 1874 ebenda) war ein Schweizer Theologe, Kirchenhistoriker und Lyriker.

## Leben
Karl Rudolf Hagenbach war ein Sohn des Anatomieprofessors Karl Friedrich Hagenbach und der Sara Dorothea, geborene Freyburger (1773–1837).
Nach der Schulzeit in seiner Heimatstadt immatrikulierte er sich 1815 an der Universität Basel und studierte ab 1818 Evangelische Theologie. Bereits damals lernte er die Schriften Johann Gottfried Herders kennen. 1820 wechselte Hagenbach an die neue Universität Bonn, wo er – nach eigenem Bekunden – am meisten durch Friedrich Lücke beeinflusst wurde. Dieser empfahl ihn später an die Universität Berlin, wo Hagenbach u. a. Schüler von August Neander und Friedrich Schleiermacher wurde. In Bonn wurde Hagenbach 1820 Mitglied der Bonner Burschenschaft, nachdem er ab 1818 bereits in Freiburg korrespondierendes Mitglied der burschenschaftlichen Genossenschaft/Verein zur Bearbeitung wissenschaftlicher Gegenstände gewesen war.
Im Frühjahr 1823 kehrte Hagenbach nach Basel zurück, wo er das Lizentiat ablegte. Dort machte er bald die Bekanntschaft von Wilhelm Martin Leberecht de Wette. Unterstützt von diesem wurde Hagenbach noch im selben Jahr an der Universität Privatdozent. 1825 ernannte ihn die Universität Basel zum ausserordentlichen Professor für Kirchen- und Dogmengeschichte. 1829 wurde er als Dr. theol. h. c. ausgezeichnet und zum ordentlichen Professor für Kirchengeschichte ernannt. Fünfmal (1832, 1840, 1849, 1850 u. 1862) amtierte er als Rektor der Universität. Zu seinen Schülern gehörten Martin Birmann und Jonas Breitenstein.

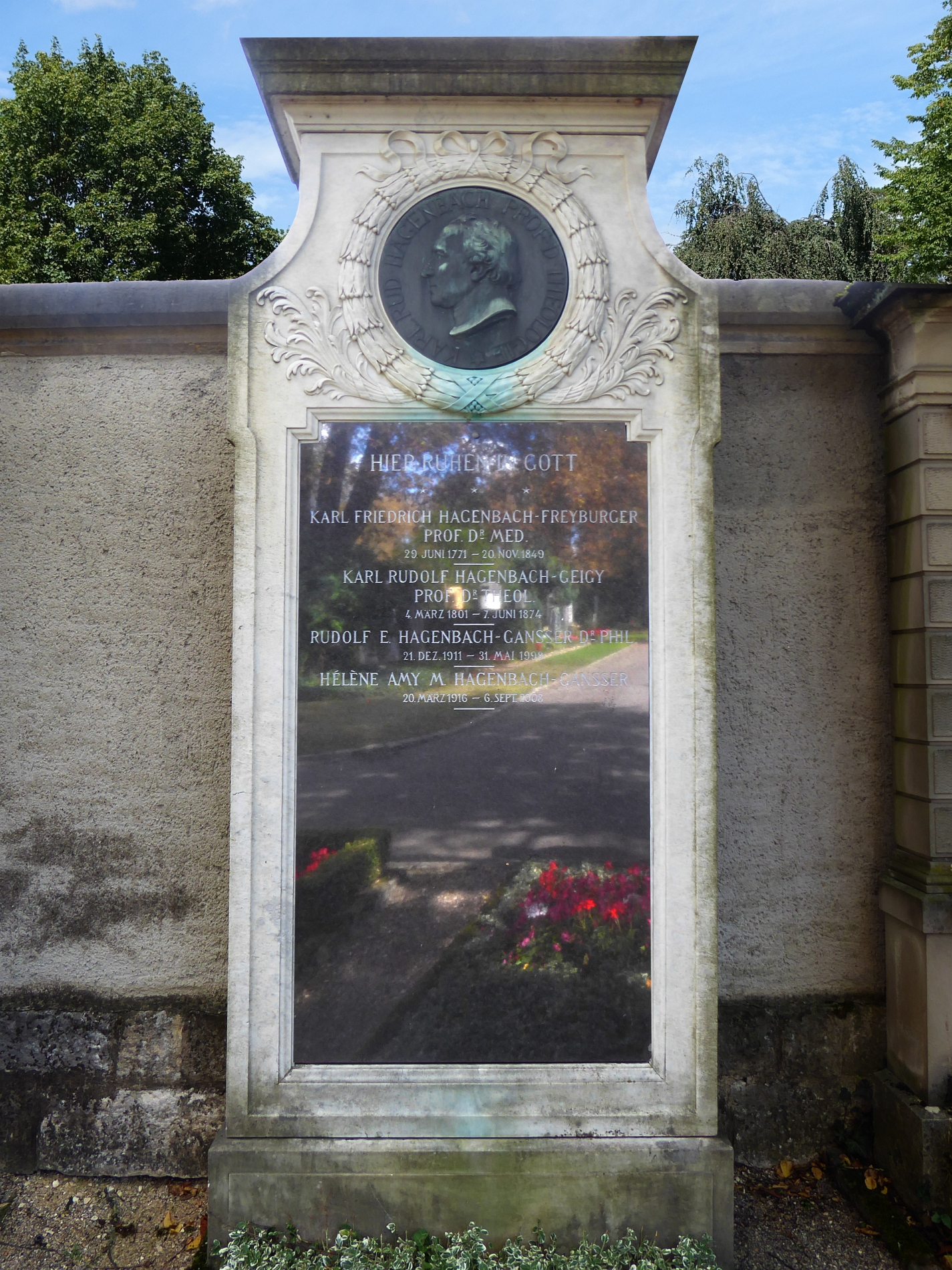
Grab, Wolfgottesacker in Basel

Hagenbach gründete 1842 mit de Wette den Protestantischen Hilfsverein der Schweiz und leitete diesen auch als dessen erster Vorstand. In diesen Jahren veröffentlichte Hagenbach auch einige Kirchenlieder. In den Jahren 1845 bis 1868 fungierte Hagenbach als Herausgeber des Kirchenblatts für die Schweiz. In den kirchenpolitisch schwierigen Jahren ab 1848 wurde Hagenbach maßgeblich von Diethelm Georg Finsler unterstützt, die Einheit der Kirche in der Schweiz zu bewahren. Neben seinen theologischen und kirchenhistorischen Schriften veröffentlichte Hagenbach auch den Gedichtband Luther und seine Zeit sowie 1846 eine zweibändige Gedichtsammlung (1876 in 2. Auflage erschienen). Zudem verfasste er für die Neujahrsblätter für Basels Jugend einige populärwissenschaftliche Beiträge zur Basler Geschichte.
Hagenbach heiratete 1829 in Basel Rosina Geigy (1810–1855), eine Tochter des Farbstoffhändlers Hieronymus Geigy (1771–1830). Das Paar hatte mehrere Kinder: Eduard Hagenbach-Bischoff (1833–1910) ⚭ 1862 Margaretha Bischoff (1842–1887) Adolf (1837–1921) sowie Friedrich (1839–1903) ⚭ Paula Clara Schulze (1847–1914). Hagenbach war der Onkel von Karl Rudolf Stehlin und Johann Jakob Stehlin dem Jüngeren sowie Schwager von Johann Jakob Stehlin dem Älteren.
Drei Monate nach seinem 73. Geburtstag starb Karl Rudolf Hagenbach. Seine Grabstätte befindet sich auf dem Wolfgottesacker in Basel.
1876 wurde bei Ferdinand Schlöth für die Aula des Museums an der Augustinergasse eine Denkmalbüste von Karl Rudolf Hagenbach in Auftrag gegeben.

## Werke
- Kritische Geschichte der Entstehung und der Schicksale der ersten Baslerkonfession und der auf sie gegründeten Kirchenlehre nebst Beilagen. Neukirch, Basel 1827 (Digitalisat in der Google-Buchsuche); „wohlfeilere Ausgabe“: Georg, Basel 1857.
- Predigten. 8 Bände. Neukirch, Basel 1830–1853 (Band 1/2 in der Google-Buchsuche); „wohlfeilere Ausgabe“: Georg, Basel 1868.
- Encyklopädie und Methodologie der theologischen Wissenschaften. Weidmann, Leipzig 1833 (Digitalisat in der Google-Buchsuche); mehrere Neuauflagen.
- Luther und seine Zeit. Eine Sammlung von Gedichten. Beyel, Zürich 1839 (Digitalisat in der Google-Buchsuche).
- Lehrbuch der Dogmengeschichte. 2 Teile in 3 Bänden. Weidmann, Leipzig 1840/1841 (Teil 1 in der Google-Buchsuche, Teil 2 in der Google-Buchsuche); mehrere Neuauflagen.
- Gedichte. 2 Bände. Schweighauser, Basel 1846; 2. Auflage 1863.
- Jakob Sarasin und seine Freunde. Ein Beitrag zur Litteraturgeschichte. In: Beiträge zur vaterländischen Geschichte. Bd. 4 (1850), S. 1–104 (Digitalisat in der Google-Buchsuche).
- Leitfaden zum christlichen Religionsunterricht an höhern Gymnasien und Bildungsanstalten. Weidmann, Leipzig 1850 (Digitalisat in der Google-Buchsuche); mehrere Neuauflagen.
- Wilhelm Martin Leberecht de Wette. Eine akademische Gedächtnissrede mit Anmerkungen und Beilagen. Weidmann, Leipzig 1850.
- Über die sogenannte Vermittlungstheologie. Zur Abwehr und Verständigung. 1858 (Sonderdruck aus dem Kirchenblatt für die reformierte Schweiz).
- Johann Oekolampad und Oswald Myconius, die Reformatoren Basels. Leben und ausgewählte Schriften (= Leben und ausgewählte Schriften der Väter und Begründer der Reformirten Kirche. Bd. 2). Friderichs, Elberfeld 1859 (Digitalisat in der Google-Buchsuche).
- Die Theologische Schule Basels und ihre Lehrer von Stiftung der Hochschule 1460 bis zu Dewette’s Tod. Schweighauser, Basel 1860 (Digitalisat in der Google-Buchsuche).
- Grundlinien der Liturgik und Homiletik. Hirzel, Leipzig 1863 (Digitalisat in der Google-Buchsuche).
- Über Ziel und Richtpunkte der heutigen Theologie. Drei Vorträge. 1867 (Sonderdruck aus dem Kirchenblatt für die reformierte Schweiz).
- Kirchengeschichte von der ältesten Zeit bis zum 19. Jahrhundert in Vorlesungen. Neue, durchgängig überarbeitete Gesamtausgabe. 7 Bände. Hirzel, Leipzig 1869–1872 (Digitalisate).
- Über Glauben und Unglauben. Zwei Vorlesungen. 1872 (Sonderdruck aus dem Volksblatt für die reformierte Kirche der Schweiz).
- Ein Vermächtniss Hagenbachs. 1874 (Sonderdruck aus dem Volksblatt für die reformierte Kirche der Schweiz).
- 100 Räthsel. Nach seinem Tode herausgegeben zu Gunsten des schweizer. protestantisch-kirchlichen Hilfsvereins. Riehm, Basel 1875.